# Fodé Laye Camara
Fodé Laye Camara (ur. 28 września 1971 w Manéah) – gwinejski piłkarz grający na pozycji bramkarz. W swojej karierze rozegrał 1 mecz w reprezentacji Gwinei.

## Kariera klubowa
W swojej karierze piłkarskiej Camara grał w klubie Horoya AC.

## Kariera reprezentacyjna
W reprezentacji Gwinei Camara zadebiutował 2 czerwca 1989 roku w wygranym 1:0 półfinałowym meczu Pucharu Amílcara Cabrala z Republiką Zielonego Przylądka, rozegranym w Bamako. Był to jego jedyny mecz w kadrze narodowej. W 1994 roku został powołany do kadry na Puchar Narodów Afryki 1994, jednak nie wystąpił w nim ani razu.